# Шубино (Алнаський район)
Шу́бино (рос. Шубино) — присілок у складі Алнаського району Удмуртії, Росія.

## Населення
Населення — 83 особи (2010; 113 в 2002).
Національний склад станом на 2002 рік:
- росіяни — 95 %

## Урбаноніми[3]
- вулиці — Ставкова